# Ten jeden moment
Ten jeden moment – singel polskiej influencerki Wersow wydany 18 lutego 2023.
Nagranie otrzymało w Polsce status złotej płyty 19 lipca 2023 oraz później platynowej płyty 13 grudnia 2023.
Oryginalny teledysk singla zdobył ponad 10 milionów wyświetleń w serwisie YouTube (marzec 2024) oraz prawie 6 milionów odsłuchań w serwisie Spotify (marzec 2024).

## Nagrywanie
Utwór został wyprodukowany przez Piotra Zborowskiego, Dominica Buczkowskiego-Wojtaszka oraz Patryka Kumóra (Hotel Torino). Za mix/mastering odpowiada Hotel Torino. Za realizację utworu odpowiada Marissa, Carla Fernandes, Piotr Zborowski i Damian Skoczyk. Tekst do utworu został napisany przez Weronikę Sowę, Carla Fernandes, Marissę oraz Patryka Kumóra.

## Teledysk
Do utworu powstał teledysk, który udostępniono w dniu premiery singla za pośrednictwem serwisu YouTube, Apple Music, Tidal oraz inne.

## Certyfikaty i sprzedaż
| Kraj          | Certyfikat      | Sprzedaż | Data przyznania |
| ------------- | --------------- | -------- | --------------- |
| Polska (ZPAV) | platynowa płyta | 50 000+  | 13 grudnia 2023 |
| Polska (ZPAV) | złota płyta     | 25 000+  | 19 lipca 2023   |